# Bixi (Fahrradverleihsystem)

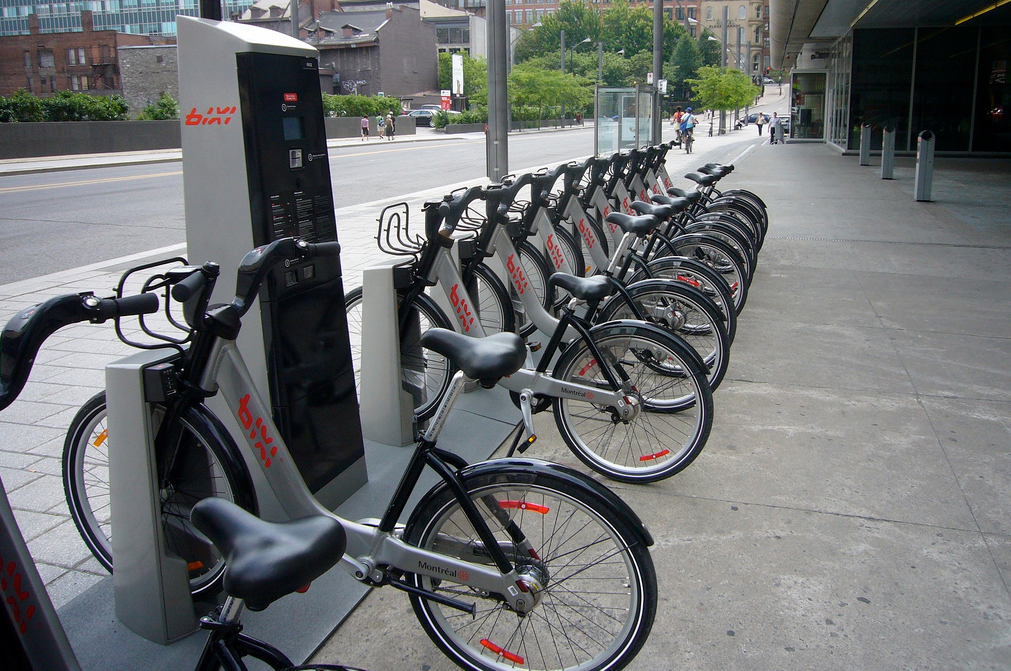
Typische Bixi-Station in Montreal

Bixi ist ein stationsgebundenes Fahrradverleihsystem, das 2009 in Montreal (Kanada) eingeführt wurde. Später wurde es zunächst unter dem gleichen Namen in anderen kanadischen Städten und unter verschiedenen Namen in weiteren Städten weltweit eingeführt. Inzwischen ist es eines der am weitesten verbreiteten flexiblen Bike-Sharing-Systeme der Welt. Das System wurde von der Société de vélo en libre service (auch Public Bike System Company; PBSC) aus Montreal entwickelt und wird teilweise auch von dieser betrieben.
Am 20. Januar 2014 kündigte PBSC an, Insolvenz anzumelden, der Betrieb läuft allerdings weiter.

## Orte und Anbieter
| Stadt                                     | Land                         | Betriebszeitraum | Fahrräder | Stationen | Name                 | Einzelnachweise                   |
| ----------------------------------------- | ---------------------------- | ---------------- | --------- | --------- | -------------------- | --------------------------------- |
| Aspen                                     | Vereinigte Staaten           | Juni 2013        | 200       | 16        | WE-cycle             | [ 3 ]                             |
| Barcelona                                 | Spanien                      | 2019             | 7000      | 519       | Bicing               | [ 4 ]                             |
| Montreal (Westmount, Longueuil)           | Kanada                       | Mai 2009         | 6250      | 540       | Bixi Montreal        | [ 5 ]                             |
| Chicago                                   | Vereinigte Staaten           | Sommer 2013      | 5800      | 580       | Divvy                | [ 6 ]                             |
| Ottawa (Gatineau) (bis 2014)              | Kanada                       | Juni 2009        | 250       | 25        | Capital Bixi         | [ 7 ] [ 8 ]                       |
| Melbourne                                 | Australien                   | Mai 2010         | 610       | 52        | Melbourne Bike Share | [ 9 ] [ 10 ]                      |
| Blackberry campus Waterloo                | Kanada                       | Mai 2010         | 25        | 8         | Bixi                 | [ 11 ]                            |
| Minneapolis (St. Paul)                    | Vereinigte Staaten           | Juni 2010        | 1328      | 146       | Nice Ride Minnesota  | [ 12 ] [ 9 ] [ 13 ] [ 14 ] [ 15 ] |
| London                                    | Vereinigtes Königreich       | Juli 2010        | 11500     | 750       | Santander Cycles     | [ 16 ] [ 17 ] [ 18 ] [ 19 ]       |
| Madrid                                    | Spanien                      | Juni 2014        |           |           | BiciMAD              | [ 20 ]                            |
| San Francisco Bay Area                    | Vereinigte Staaten           | August 2013      | 1040      | 104       | Ford GoBike          | [ 21 ]                            |
| Stony Brook University                    | Vereinigte Staaten           | Herbst 2013      | 78        | 12        | Wolf Ride            | [ 22 ]                            |
| Washington, D.C. (Arlington, Alexandria)  | Vereinigte Staaten           | Sept. 2010       | 1500      | 165       | Capital Bikeshare    | [ 23 ] [ 24 ] [ 25 ]              |
| Toronto                                   | Kanada                       | Mai 2011         | 2750      | 270       | Bike Share Toronto   | [ 26 ] [ 27 ]                     |
| Boston (Brookline, Cambridge, Somerville) | Vereinigte Staaten           | Juli 2011        | 1600      | 180       | Hubway               | [ 16 ] [ 28 ] [ 29 ]              |
| Québec                                    | Kanada                       | August 2011      | 11        | 1         | Bixi                 | [ 30 ] [ 31 ]                     |
| Chattanooga                               | Vereinigte Staaten           | Juli 2012        | 300       | 30        | Bike Chattanooga     | [ 32 ]                            |
| New York City                             | Vereinigte Staaten           | Mai 2013         | 10000     | 600       | Citi Bike            | [ 33 ] [ 34 ]                     |
| Guadalajara                               | Mexiko                       | November 2014    | 3200      | 305       | MiBici               | [ 35 ]                            |
| Dubai                                     | Vereinigte Arabische Emirate | 2020             | 1750      | 175       | Careem Bike          | [ 36 ]                            |
| Madrid                                    | Spanien                      | 2023             | 7500      | 611       | bicimad              | [ 37 ]                            |
| Santiago de Chile                         | Chile                        | 2019             | 3901      | 350       | Bike Santiago        | [ 38 ]                            |